# Canzoni d'oltremanica e d'oltreoceano
Canzoni d'oltremanica e d'oltreoceano è una raccolta dei Nomadi pubblicata nel 1974.

## Tracce
1. Mai come lei nessuna
2. Ala bianca
3. La mia libertà
4. L'auto corre lontano, ma io corro da te
5. Vola bambino
6. Ti voglio
7. Come potete giudicar
8. Vai via cosa vuoi
9. Il nome di lei
10. Ho difeso il mio amore
11. Quattro lire e noi
12. Un figlio dei fiori non pensa al domani